# ببر بنگال
ببر بنگال (Panthera tigris tigris) یکی از زیرگونه‌های ببر است که بیشتر در هند و بنگلادش یافته می‌شود. همچنین می‌توان آن‌ها را در نپال، پاکستان، بوتان، میانمار و تبت جنوبی یافت. به‌طور سنتی، پس از ببر سیبری دومین زیرگونهٔ بزرگ (از نظر اندازه) در نظر گرفته می‌شوند، هرچند ببرهای بنگال شمالی اغلب بزرگ‌تر از ببرهای سیبری هستند. تاکنون سنگین‌ترین ببرهای بنگال که به منظور پژوهش در نپال گرفته شدند، از ببرهایی که به تازگی در سیبری گرفته شده‌اند سنگین‌تر بوده‌اند. ببرهای بنگال زمانی در خطر انقراض قرار داشتند اما جریمه شکار آن‌ها افزایش یافت و تعداد آن‌ها افزایش پیدا کرد و از خطر نجات یافتند.

## ویژگی‌های فیزیکی و طول عمر
ببرهای بنگال در طبیعت به صورت میانگین ۸ تا ۱۰ سال عمر می‌کنند اندازه سر و بدن این حیوان ۵ تا ۶ پا برآورد شده و دم آن‌ها حدود ۲ تا ۳ فوت است وزن ببرهای بنگال از ۲۴۰ تا ۳۴۰ کیلوگرم برای نرها و از ۱۷۰ تا ۲۲۰ کیلوگرم برای ماده‌ها متغیر است ببرهای بنگال می‌تواند با سرعتی بین ۵۶ تا ۶۴ کیلومتر در ساعت بدود.

## زیست‌گاه و رفتار

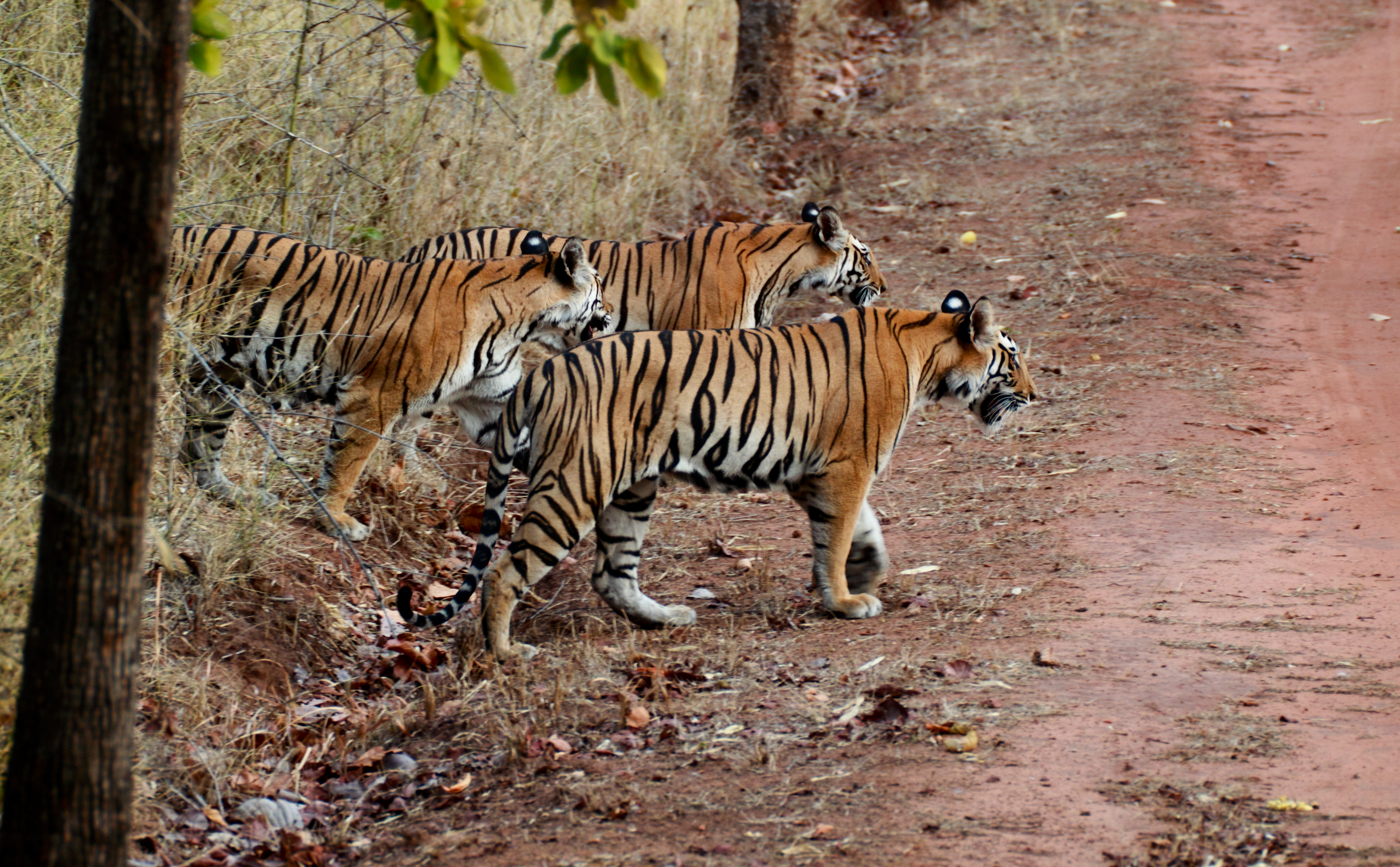
ببر بنگال

ببرهای بنگال اکثراً در هند زندگی می‌کنند. آن‌ها رایج‌ترین زیرگونه ببر هستند و تقریباً نیمی از ببرهای وحشی موجود از زیرگونه ببر بنگال هستند. ببرها به تنهایی زندگی می‌کنند و برای دور نگه داشتن رقبای خود مناطق وسیعی را به شکل تهاجمی مشخص می‌کنند. آن‌ها شکارچیان شبانه قدرتمندی هستند که مسافت‌های طولانی را برای به دست آوردن گاومیش، گوزن، خوک وحشی، و سایر پستانداران بزرگ طی می‌کنند. رنگ پوست متمایز آن‌ها در استتار کردن به ببرها کمک می‌کند به‌طوری که هیچ دو ببر خطوط مشابهی ندارند. آن‌ها با کمین و جهش سریع و به‌موقع به قربانیان حمله می‌کنند و یک ببر گرسنه می‌تواند تا ۶۰ پوند در طول یک شب گوشت بخورند؛ البته معمولاً کمتر از این مقدار وعده غذایی آن‌هاست.
ببرهای بنگال ممکن است از حیوانات درنده ای مانند خرس تنبل، پلنگ هندی، خرس سیاه آسیایی، پایتون و کروکودیل نیز تغذیه کنند.
بیشتر ببرها برخلاف شهرتشان از انسان دوری می‌کنند، با این حال تعداد کمی از ببرهای بنگال طی شرایطی ممکن است بسیار خطرناک باشند.
ماده‌ببرها ۲ تا ۶ توله به دنیا می‌آورند که معمولاً بدون کمک یا با کمک کم نرها، آن‌ها را پرورش می‌دهند. توله‌ها تا ۱۸ ماهگی نمی‌توانند شکار کنند و آن‌ها به‌طور میانگین ۲ یا ۳ سال پیش مادرشان می‌مانند تا اینکه برای یافتن قلمرو پراکنده شوند